# اتو کورشنر
اتو کورشنر (انگلیسی: Otto Kürschner; ۲۹ آوریل ۱۹۰۴ – ۳۱ ژانویهٔ ۱۹۶۴) دوچرخه‌سوار اهل آلمان بود. وی در بازی‌های المپیک تابستانی ۱۹۲۸ شرکت کرده است.